# Бистра (Тирговиштська область)
Би́стра (болг. Бистра) — село в Тирговиштській області Болгарії. Входить до складу общини Тирговиште.

## Населення
За даними перепису населення 2011 року у селі проживали 186 осіб.
Національний склад населення села:
| Національність   | Кількість осіб | Відсоток |
| ---------------- | -------------- | -------- |
| болгари          | 151            | 81,2%    |
| турки            | 31             | 16,7%    |
| не визначились   | 0              | 0%       |
| Всього відповіли | 186            |          |

Розподіл населення за віком у 2011 році:
Динаміка населення: